# Cristian (Brașov)
Cristian (deutsch Neustadt, siebenbürgisch-sächsisch Noischtat, ungarisch Keresztényfalva) ist eine Gemeinde im Kreis Brașov in der Region Siebenbürgen in Rumänien.
Im Jahre 2009 wurden noch 105 Mitglieder der evangelischen Gemeinde (Siebenbürger Sachsen) gezählt.

## Lage
Cristian liegt im Burzenland auf dem Weg zwischen der Kreishauptstadt Brașov (Kronstadt) und Bran (Törzburg), etwa zehn Kilometer südwestlich von Brașov entfernt.

## Geschichte
Das Dorf wurde im Laufe der Besiedlung des Burzenlandes durch den Deutschritterorden im ersten Viertel des 13. Jahrhunderts gegründet (mehr dazu hier) und im 14. Jh. zum ersten Mal 1362 urkundlich erwähnt.
Das Portal der Kirche zählt in Siebenbürgen zu den ältesten erhaltenen Portalen der romanischen Baukunst. Es wurde unter dem Einfluss der Kirchenbaukunst im damaligen Karlsburg nach Vorbildern der Esztergomer Romanik geschaffen.

## Sehenswürdigkeiten
- Die Kirchenburg im 13. Jahrhundert errichtet und im 19. Jahrhundert erneuert, steht unter Denkmalschutz.[6]

## Persönlichkeiten
- Hans Hermannstädter (1918–2006), Handballspieler[7][8]
- George Ciucu (1927–1990), Mathematiker, Politiker der Rumänischen Kommunistischen Partei